# Indigofera acanthinocarpa
Indigofera acanthinocarpa är en ärtväxtart som beskrevs av Ethelbert Blatter. Indigofera acanthinocarpa ingår i släktet indigosläktet, och familjen ärtväxter. Inga underarter finns listade i Catalogue of Life.